# Minderlittgen

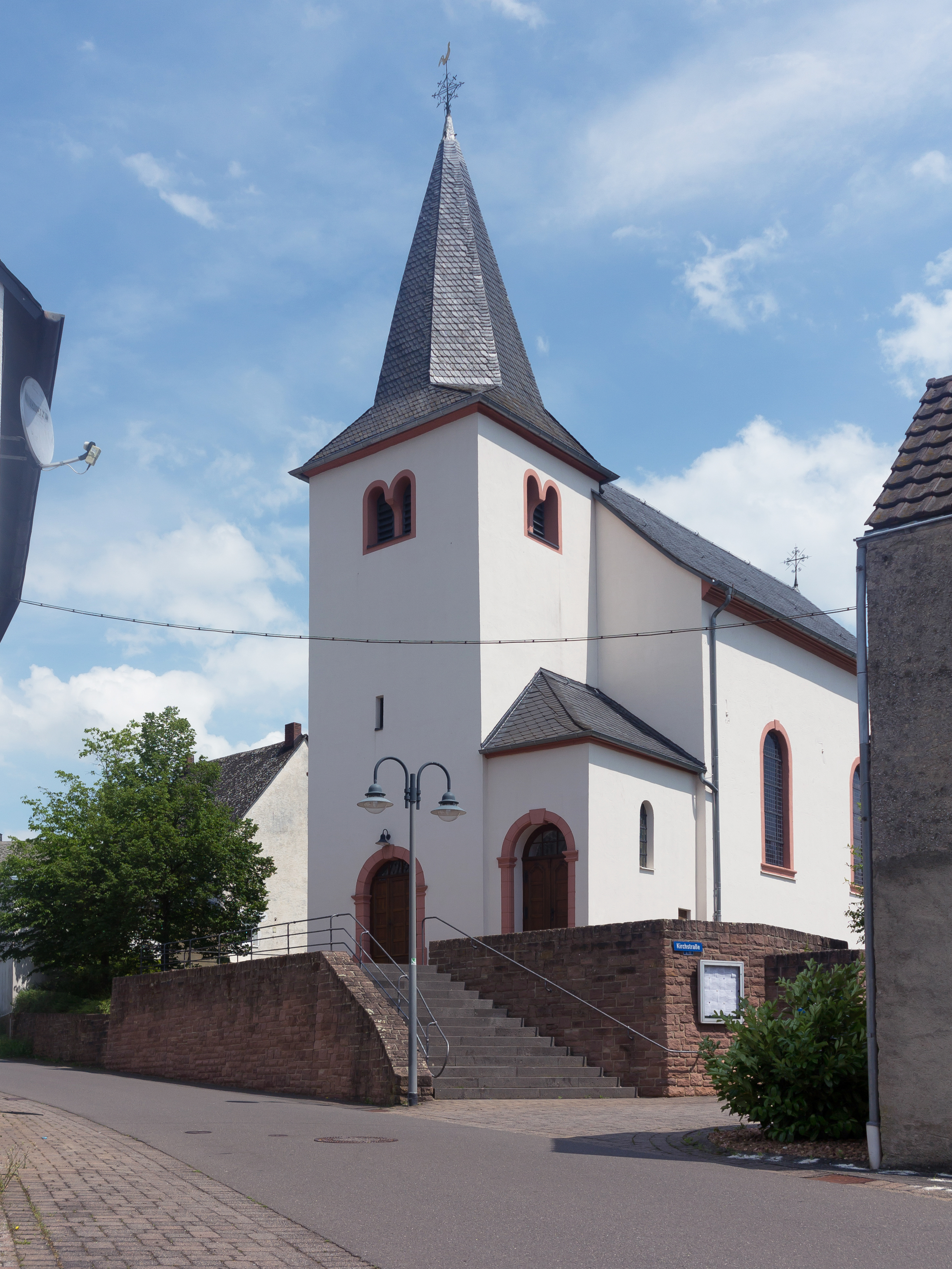
Minderlittgen, die Katholische Filialkirche Sankt Maria, Simon und Judas

Minderlittgen (Lautschrift in Eifeler Mundart: Mannerleehtchen) in der Eifel ist eine Ortsgemeinde im Landkreis Bernkastel-Wittlich in Rheinland-Pfalz. Sie gehört der Verbandsgemeinde Wittlich-Land an.

## Geschichte
Minderlittgen wurde erstmals 912 als Lutiaco von König Karl III. urkundlich erwähnt. Die Grundform des Ortsnamens ist Lutiacum.
Andere Namen des Dorfes sind:
- 912 Lutiaco
- 1152 Minoris Lideche
- 1330 Minre-Lyethge
- 1503 Minnerlietge
- 1569 Minderlietigh
- 1728 Minderlötig

Bis 1147 war die Reichsabtei St. Maximin Grundherr in Minderlittgen. Danach kam der Ort in Besitz von Kurtrier. Ab 1794 stand Minderlittgen unter französischer Herrschaft, 1815 wurde der Ort auf dem Wiener Kongress dem Königreich Preußen zugeordnet. Seit 1946 ist er Teil des damals neu gebildeten Landes Rheinland-Pfalz.

## Politik

### Bürgermeister
Helmut Bauer ist seit dem 13. August 2019 Ortsbürgermeister von Minderlittgen. Er wurde im Juni 2024 wiedergewählt.
Bauers Vorgänger Axel Hecking hatte das Amt elf Jahre ausgeübt.

### Wappen
| Wappen von Minderlittgen | Blasonierung: „Ein gespaltener Schild, rechts ein rotes Balkenkreuz auf silbernem Grund, belegt mit silberner Lilie, links auf silbernem Grund ein blaues Obereck und zwei rote Pfähle.“ |
| Wappen von Minderlittgen | |

## Kultur

### Vereine
Die Ortsgemeinde Minderlittgen verfügt über eine Freiwillige Feuerwehr, einen Musikverein, einen Männergesangverein (zusammen mit Hupperath), einen Sportverein (Spielvereinigung Minderlittgen-Hupperath e. V.), einen Tischtennisverein, einen Kirchenchor, einen Möhnenverein und einen Kirchenbauverein.

### Regelmäßige Veranstaltungen
- Möhnensitzung: Eine vom Möhnenverein ausgerichtete Karnevalsveranstaltung.
- Karnevalsumzug an Rosenmontag im jährlichen Wechsel mit der Nachbargemeinde Hupperath
- Sportfest des Sportvereins (in Hupperath)
- Kirmes mit Konzertabend des Musikvereins. Diese findet am letzten Oktoberwochenende statt.

### Kulturdenkmäler
→ Liste der Kulturdenkmäler in Minderlittgen